# James S. Brown Jr.
James Spencer Brown Junior (* 16. März 1892 in Montclair, New Jersey; † 1. Juni 1949 in Los Angeles, Kalifornien) war ein US-amerikanischer Kameramann.

## Leben
James Spencer Brown wurde in New Jersey als Sohn eines Physikers geboren. Bevor er als Kameramann für Columbia Pictures bekannt wurde, begann er 1912 seine Karriere als Lehrling bei den Edison Studios. Insbesondere ab 1925 war Brown für mehrere B-Movie-Filme als Kameramann verantwortlich. Obwohl Brown zeit seines Lebens als kompetenter und leistungsfähiger Kameramann bekannt war und ab 1927 Mitglied der American Society of Cinematographers war, sowie für seine Verdienste als Kameramann während des Ersten Weltkrieges ausgezeichnet wurde, kam er nie über den B-Movie-Bereich hinaus, was wohl daran lag, dass er Alkoholiker war.
Brown war zweimal verheiratet und hatte mit Katherine Brown eine Tochter und einen Sohn. Am 1. Juni 1949 beging Brown Suizid, als er sich vor den Augen seiner Frau und seiner Nachbarn in den Kopf schoss.

## Filmografie (Auswahl)
- 1925: Some Pun’kins
- 1926: Daniel Boone Thru the Wilderness
- 1927: Sitting Bull at the Spirit Lake Massacre
- 1927: Spuds
- 1927: Where Trails Begin
- 1928: Casper’s Week End
- 1929: Smile, Buttercup, Smile
- 1931: Defenders of the Law
- 1931: The Mystery Train
- 1932: Klondike
- 1933: Cheating Blondes
- 1934: The Scarlet Letter
- 1934: What’s Your Racket?
- 1935: Shadows of the Orient
- 1936: The Unknown Ranger
- 1937: Trouble in Morocco
- 1938: Pioneer Trail
- 1939: Frontiers of ’49
- 1940: Fugitive from a Prison Camp
- 1941: Ellery Queen and the Murder Ring
- 1942: Enemy Agents Meet Ellery Queen
- 1943: Batman und Robin (Batman)
- 1944: Der Whistler (The Whistler)
- 1945: The Great Flamarion
- 1945: The Phantom of 42nd Street
- 1945: The Man Who Walked Alone
- 1946: Der Würger im Nebel (Strangler of the Swamp)
- 1946: Charlie Chan – Die Falle (The Trap)
- 1947: Achtung, Küstenpolizei (Dragnet)
- 1947: Fuzzys Abenteuer (Stage to Mesa City)
- 1947: The Prairie
- 1948: Lassy La Roc, der Mann der Peitsche, 1. Teil – Im Auftrag des Sheriffs (Frontier Revenge)
- 1948: The Counterfeiters
- 1949: Zamba, der Schrecken des Urwaldes (Zamba)